# ماي ريفيس
ماي ريفيس (بالإنجليزية: Mae Reeves)‏ هي سيدة أعمال أمريكية، ولدت في 29 أكتوبر 1912، وتوفيت في 14 ديسمبر 2016.